# Quaestura exercitus
La quaestura exercitus fue un distrito administrativo del Imperio Romano Oriental establecido por el emperador Justinano I (r. 527–565) el 18 de mayo de 536 con capital en Odessus (actual Varna).
Territorialmente, la quaestura exercitus contenía las provincias romanas de Mesia Inferior y Escitia Menor, localizadas en el bajo Danubio, así como las provincias de Chipre, Caria y las Islas del Egeo (Cícladas). Todas estas provincias fueron retiradas del control del prefecto del pretorio de Oriente y colocado bajo la autoridad de un nuevo oficial militar titulado quaestor exercitus ("cuestor del ejército"). La autoridad del cuestor era equivalente a la de un magister militum. Las provincias del Danubio eran económicamente pobres pero estratégicamente vitales por lo que el propósito de la quaestura exercitus era dar apoyo a las tropas locales. Al conectar las provincias expuestas del Bajo Danubio con ricas provincias en el interior del imperio, Justinano las dotaba de recursos que podían ser transportados vía el Mar Negro. Esta reestructuración territorial evitaba que las poblaciones de la devastada rivera del Danubio tuviera que sostener a las guarniciones de la frontera. 
La ausencia de evidencias subsiguientes en la historia del quaestura exercitus impiden saber más información, aunque el cargo existía todavía a mediados de la década de 570, lo que indica que la unidad territorial consiguió un cierto éxito. Los sellos encontrados de Mesia Inferior y Escitia Menor proporcionan evidencia sobre la existencia de la quaestura exercitus. Específicamente, trece sellos imperiales (nueve de los cuales son del reinado de Justinano) atestiguan que las comunicaciones entre los oficiales de Escitia Menor y Constantinopla tenía lugar de forma más o menos regular.
Finalmente, las provincias del Danubio de la quaestura exercitus no sobrevivió a las invasiones eslavas y ávaras de los Balcanes en el siglo VII. Aun así, varias fortalezas aisladas en el delta del Danubio y a lo largo de la costa de Mar Negra sobrevivieron y fueron abastecidas por vía marítima. Charles Diehl fue el primero en señalar que el cuerpo naval conocido como karabisianoi, que aparece por primera vez en la década de 680, pudo haber sido formado a partir de los restos de la quaestura. Este argumento ha sido apoyado por algunos académicos posteriores pero rechazado por otros, notablemente Helene Ahrweiler durante su estudio de la marina bizantina. Esta cuestión está relacionada con la discusión sobre el carácter militar-naval o civil-administrativo de las diferentes instituciones bizantinas.